# El mariachi
El Mariachi es una película mexicana de suspenso y acción hablada en español de 1992. Es el filme debut del escritor y director Robert Rodriguez. Fue producida y a la vez protagonizada por Carlos Gallardo en el papel del mariachi.

## Sinopsis
Un joven mariachi (Carlos Gallardo), que se gana la vida actuando en diferentes lugares, llega a un pueblo de la frontera mexicana. Allí coincide con Azul, un asesino a sueldo cargado de armas en la funda de una guitarra, enviado para matar al amo del lugar.
Los villanos del pueblo confunden al asesino con el mariachi, quien se ve obligado a matar a cuatro hombres en defensa propia y a buscar refugio en el bar de Dominó. La joven propietaria del bar intenta ayudarlo, aunque no podrá evitar involucrarlo cada vez más en el asunto.

## Reparto
- Carlos Gallardo como El Mariachi.
- Consuelo Gómez como Dominó.
- Reynold Martínez como Azul.
- Peter Marquardt como Mauricio (también conocido como Moco).
- Jaime de Hoyos como Bigotón.
- Ramiro Gómez como el camarero.
- Jesús López Viejo como el empleado.
- Luis Baro como el asistente de Dominó.

## Producción
La película fue filmada en Ciudad Acuña, en el norte de México, con un reparto mayormente amateur. La producción rondó los 7000 dólares estadounidenses. Esta cantidad se utilizó principalmente para comprar una cámara de buena calidad. Debido al presupuesto limitado de la película, su director trató de ahorrar dinero en cada uno de los detalles.
El filme fue escrito, dirigido, fotografiado, montado y grabado por Rodriguez. La música también estuvo a cargo del director y del protagonista de la cinta, Carlos Gallardo.
En los extras del DVD de la película se inserta 10 minutos Film School, un corto documental donde Rodriguez explica cómo rodar una película de bajo presupuesto como El mariachi haciendo que parezca una película de alta producción. Así, todas las escenas de la película se rodaron una sola vez, por lo que se observan algunos errores en el montaje final, como la caída al suelo de la pistola del mariachi en la escena final; se utilizaron una única caja de guitarra y la iluminación de sólo dos lámparas compradas en un centro comercial. Finalmente, el arma de fuego en poder de mariachi (en la cubierta de DVD, una MAC-10 equipado con un silenciador), le fue prestada por la policía local.
Y para evitar la dificultad de encontrar adultos que interpretaran a los villanos locales, lo encargó a unos adolescentes.
La banda sonora de la película fue compuesta por familiares del director, incluyendo su padre Cecilio y su primo Álvaro.

### Distribución
La película estaba dirigida originalmente para el mercado de renta de vídeos hispanoamericano; sin embargo, fue del gusto de los ejecutivos de Columbia Pictures, quienes compraron los derechos de distribución para Estados Unidos.

## Premios
- Premio de la crítica a Robert Rodriguez en el Deauville Film Festival (1993).
- Premio Independent Spirit Award al mejor director y productor (1994).
- Premio ACE a la mejor ópera prima (1994).
- Premio de la audiencia a la mejor dramatización en el Sundance Film Festival (1993).

## Legado
El éxito del debut como director de Rodriguez le llevó a crear dos nuevas películas continuando la historia del mariachi, Desperado (1995) y Once Upon a Time in Mexico (2003), protagonizadas por Antonio Banderas y Salma Hayek, que juntas conformarían la Trilogía México.
En el año 2011, El mariachi fue incluida en la Biblioteca del Congreso de Estados Unidos, para ser preservada como parte de su Registro Nacional de Cine por su valor histórico y cultural y también por ser estéticamente significativa como reflejo de la comunidad mexicana.

### Trilogía deEl mariachi
El mariachi (1992), Desperado (1995) y Once upon a Time in Mexico (conocida como Érase una vez en México en Hispanoamérica y como El mexicano en España) (2003), estas dos últimas protagonizadas por Antonio Banderas y Salma Hayek, conformarían la trilogía de El mariachi. Las tres fueron dirigidas por Robert Rodriguez.

## Curiosidades
- Aunque el presupuesto oficial de la película fue de siete mil dólares, la mayor parte de ese dinero fue para comprarle cinta a la cámara y otras cuestiones técnicas. El rodaje en verdad no costó más de seiscientos dólares.
- conoció al actor Peter Marquardt, que también se ganaba algunos billetes probando medicamentos, y aunque no sabía nada de español, se convirtió en el villano del film.
- Si bien la carrera de Marquardt en el cine no llegó muy lejos, sí pudo hacerse un lugar en el mundo de los videojuegos, dándoles voz a personajes de Deus Ex, Anachronox y Conquest: Frontier Wars. Falleció el 19 de julio del 2014, a los cincuenta años, en la ciudad estadounidense de Austin, Texas.
- Al inicio de la historia vemos al protagonista pidiendo un coco a un vendedor y yéndose sin pagar. Este fue un error muy grave que luego el director intentó corregir con el mariachi pensando "Cocos gratis, ya me gustaba la ciudad".
- Para no gastar mucho dinero en gasolina, casi todas las escenas en exteriores fueron grabadas en un radio de dos cuadras, esto se hace especialmente notorio en la primera escena de persecución, en donde los personajes van recorriendo las mismas calles una y otra vez.
- Aunque la mayoría de las armas vistas en la película fueron en realidad pistolas de agua, también hubo algunas de verdad, prestadas por la policía local, que por supuesto, enviaba a uno de sus agentes para verificar su correcto uso.
- La cabeza con la que juega el niño de amarillo fue hecha a imagen del propio Rodriguez.
- Por cierto, el niño vuelve a hacer su aparición en Érase una vez en México (obviamente interpretado por otro actor), esta vez vendiendo goma de mascar.
- Carlos Gallardo, el mariachi original, no volvió a interpretar a este personaje nunca más, sin embargo, hizo una aparición en Desperado, interpretando a Campa, el de los dos estuches.